# Iglesia de La Merced, Antigua Guatemala
La Merced Church é uma igreja de estilo barroco na região de Antigua Guatemala.

## História

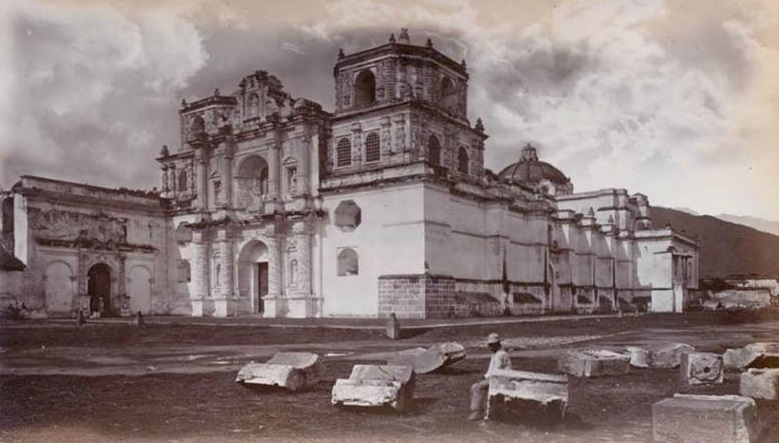
La Merced em 1875. O templo resistiu ao terremoto de Santa Marta, mas teve que ser abandonado em 1829, quando Francisco Morazán expulsou os mercedários junto com todos os outros clérigos regulares da América Central.

Os Mercedários foram os primeiros a fundar um mosteiro masculino na antiga Santiago da Guatemala. A cruz na pedra do átrio e as salas atrás do altar principal são as estruturas mais antigas de La Merced e datam do século XVII. Em 1749, Juan de Dios Estrada foi contratado para a construção do luxuoso santuário e mosteiro. Ele ergueu um edifício de baixa altura projetado para resistir a terremotos com base nas experiências do tremor de 1751. Arcos e colunas são mais largos para resistir aos terremotos. Sua inauguração foi em 1767.
A efígie de Jesus Cristo segurando a cruz foi esculpida em 1650 por Alonzo de la Paz y Toledo.

### Tradução forçada para a nova capital

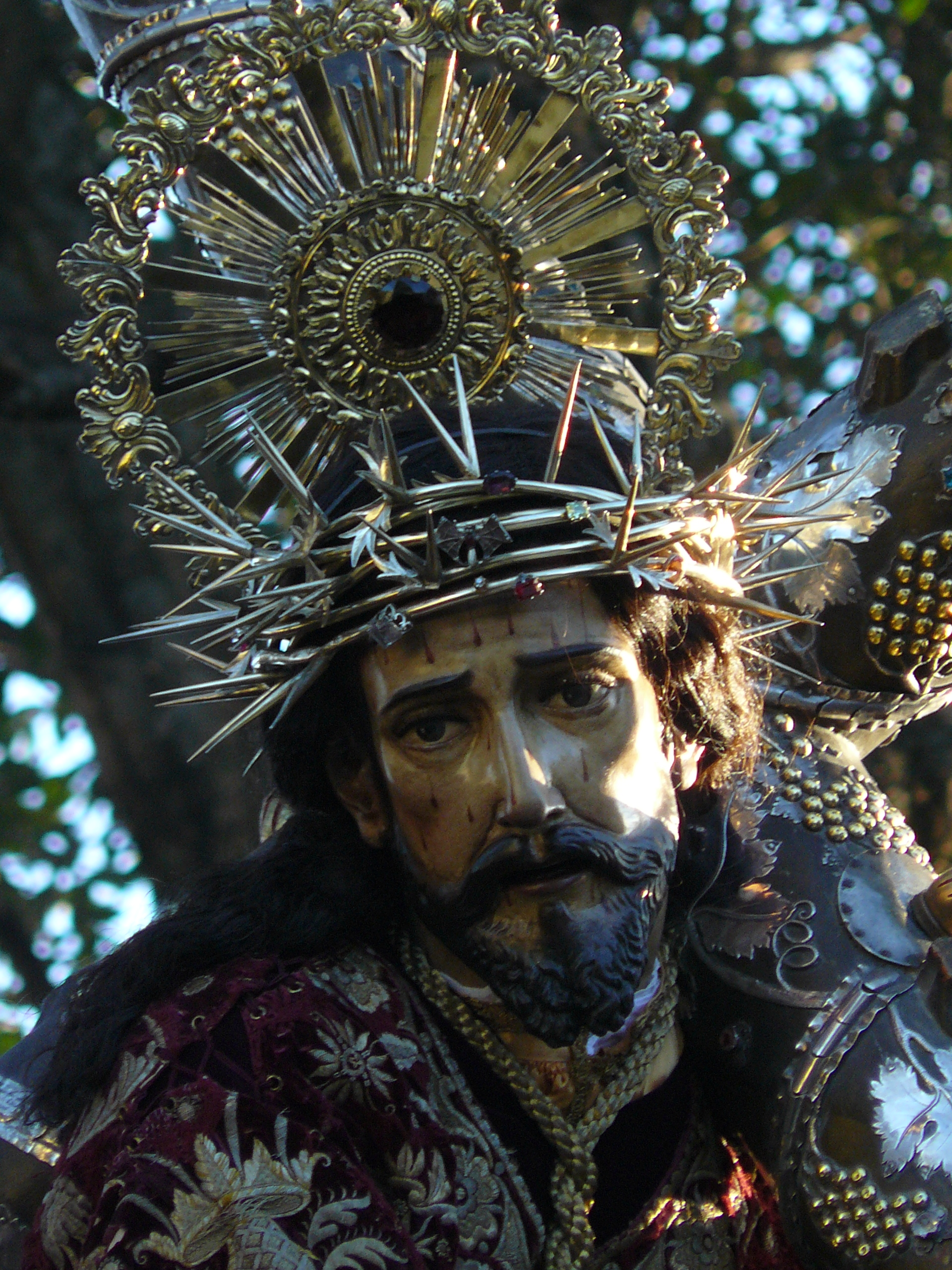
Jesús Nazareno de la Merced original. Devido ao seu enorme número de seguidores, as autoridades espanholas forçaram os frades de La Merced a transferi-la para a nova capital em 1778.

Após os terremotos de Santa Marta em 1773 e contra a vontade do arcebispo e do clero regular, a capital foi transferida de Santiago de Los Caballeros de Guatemala para um novo local, conhecido como Nueva Guatemala de la Asunción . Para impor a mudança, o capitão general Martín de Mayorga, decidiu obrigar os padres e monges a transferir as esculturas religiosas mais importantes para a nova cidade; por isso, em 1778 os monges de La Merced foram obrigados a transferir para a nova cidade as esculturas de Jesús Nazareno e da Virgem Maria. A ação foi dura, pois os indígenas que deveriam cuidar das amadas imagens chegaram tarde, enquanto a vizinhança orava e chorava enquanto as esperava. Quando as esculturas foram embaladas em uma caixa, seus seguidores as acompanharam até o portão das Animas da cidade, e um deles carregou a cruz da escultura até San Lucas Sacatepéquez, povoado localizado a 15 km de Antigua Guatemala.  A caravana chegou à nova capital à noite, e as esculturas foram recebidas por frades franciscanos e depois por mercedários que a colocaram em uma estrutura temporária de madeira localizada onde iriam construir sua nova igreja. Martín de Mayorga veio verificar a chegada, que marcou o fim da árdua mudança.  Em 1801, a irmandade de Jesús Nazareno de la Merced transferiu o altar da escultura para a nova capital, embora a nova igreja ainda não tivesse sido construída.
Mas a igreja conhecida então como "Oratorio de La Merced"- não sofreu grandes danos após o terremoto e ainda estava aberta ao público; conservou seus tesouros e altares até 1813, quando foi inaugurada a igreja da nova capital. Ainda assim, mesmo quando todas as esculturas e altares se mudaram para a nova cidade, a antiga igreja permaneceu aberta.  Finalmente, em meados do século XIX, a paróquia de San Sebastián se mudou para esta igreja e continua lá até hoje. 

## Descrição
A fachada barroca é cercada por duas torres sineiras de baixa altura. No topo, está a efígie de São Pedro Nolasco que fundou a Ordem da Bem-Aventurada Virgem Maria da Misericórdia no século XIII. Ele é cercado por dois Mercedários e o brasão da ordem. A efígie de Nossa Senhora das Mercedes está no nicho central da fachada. Ela é ladeada à esquerda pelas efígies de São Raimundo Nonatus e São Pedro Arinengol (com uma corda indicando seu martírio por ter sido enforcado) e à direita pelo bispo mercenário San Pedro Pascual e pela primeira freira Mercedária, Santa Maria de Cervellon.

## Semana Santa

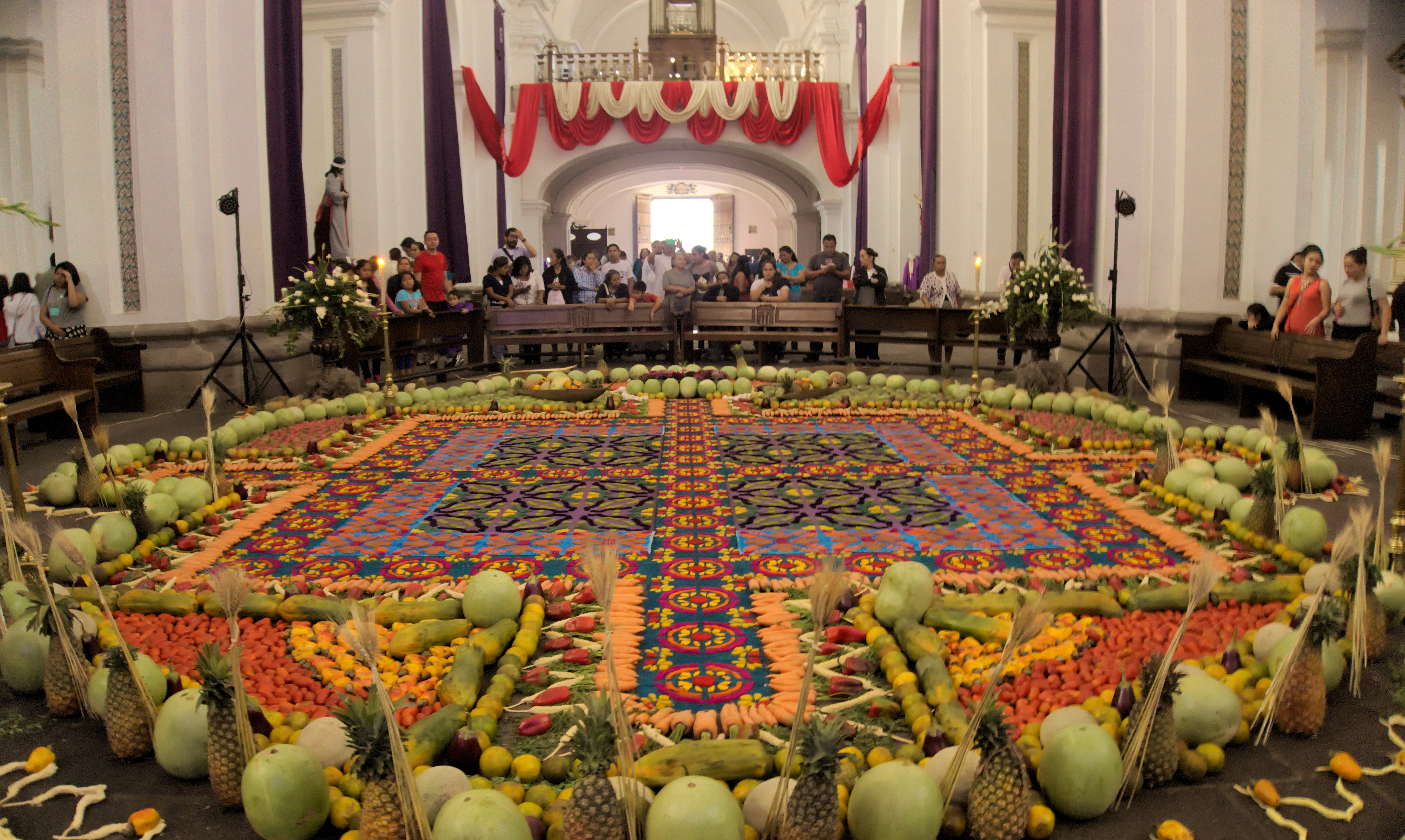
Tapete feito de serragem colorida e decorado com frutas e legumes na Igreja La Merced durante a Semana Santa de 2016

As procissões da Semana Santa são uma das principais atrações turísticas de Antigua Guatemala . De La Merced, duas procissões icônicas percorrem as ruas durante a Semana Santa:
| Dia              | Escultura                       | Horas         |
| ---------------- | ------------------------------- | ------------- |
| Domingo de Ramos | Jesús Nazareno de la Reseña     | 11h00 – 23h00 |
| Boa sexta-feira  | Jesús Nazareno de la Penitencia | 4h00 – 15h00  |

## Galeria de imagens

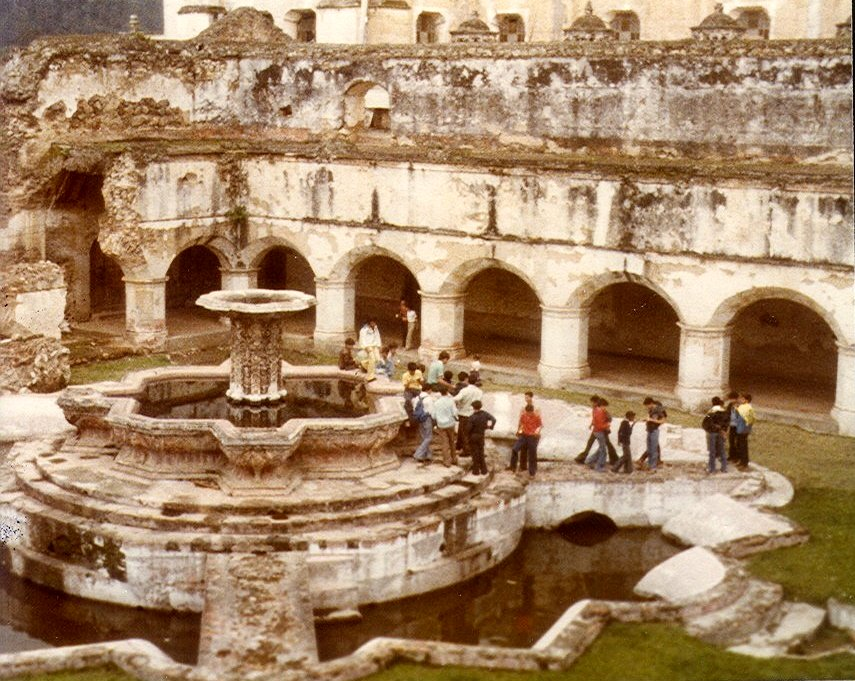
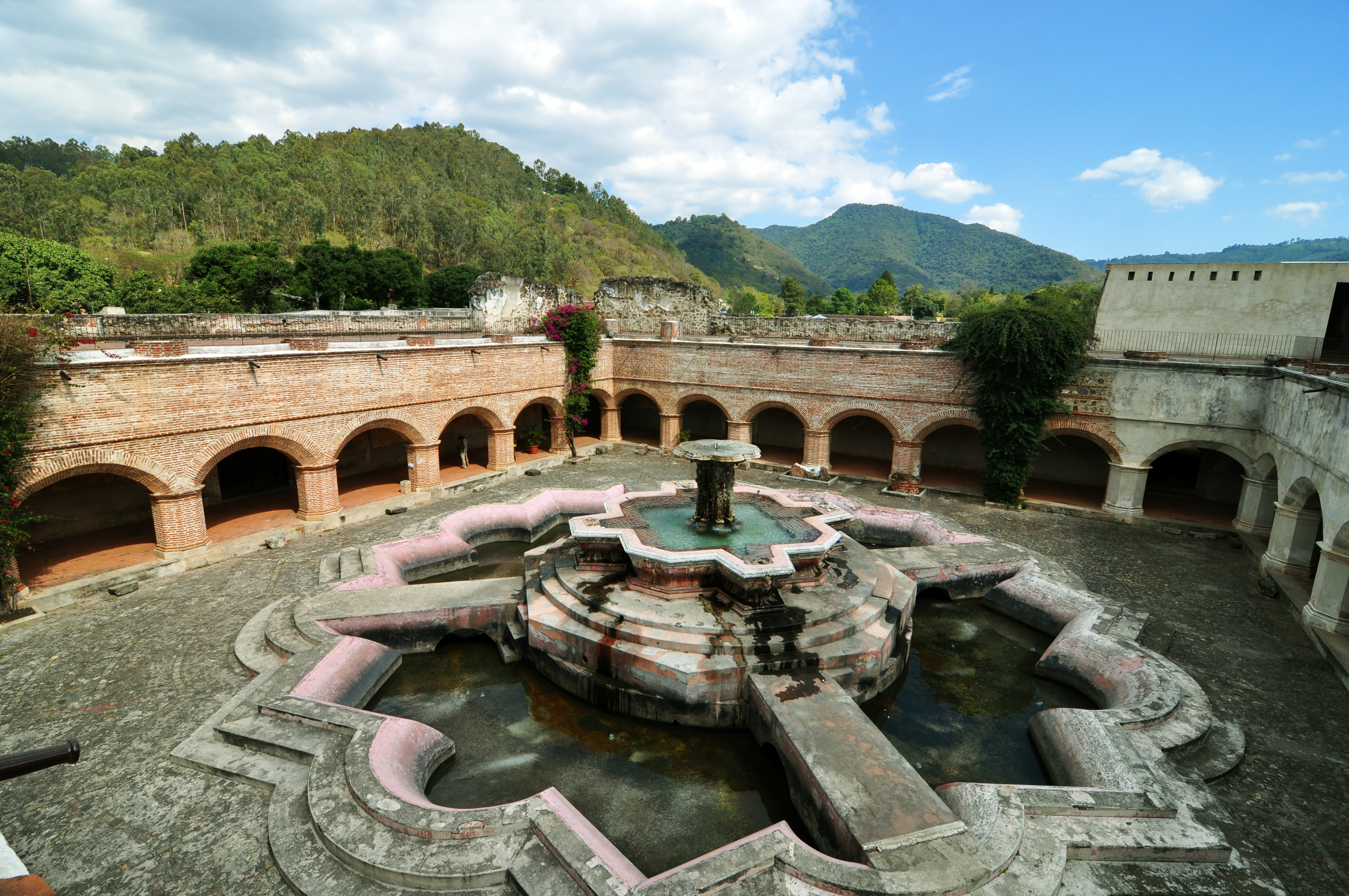
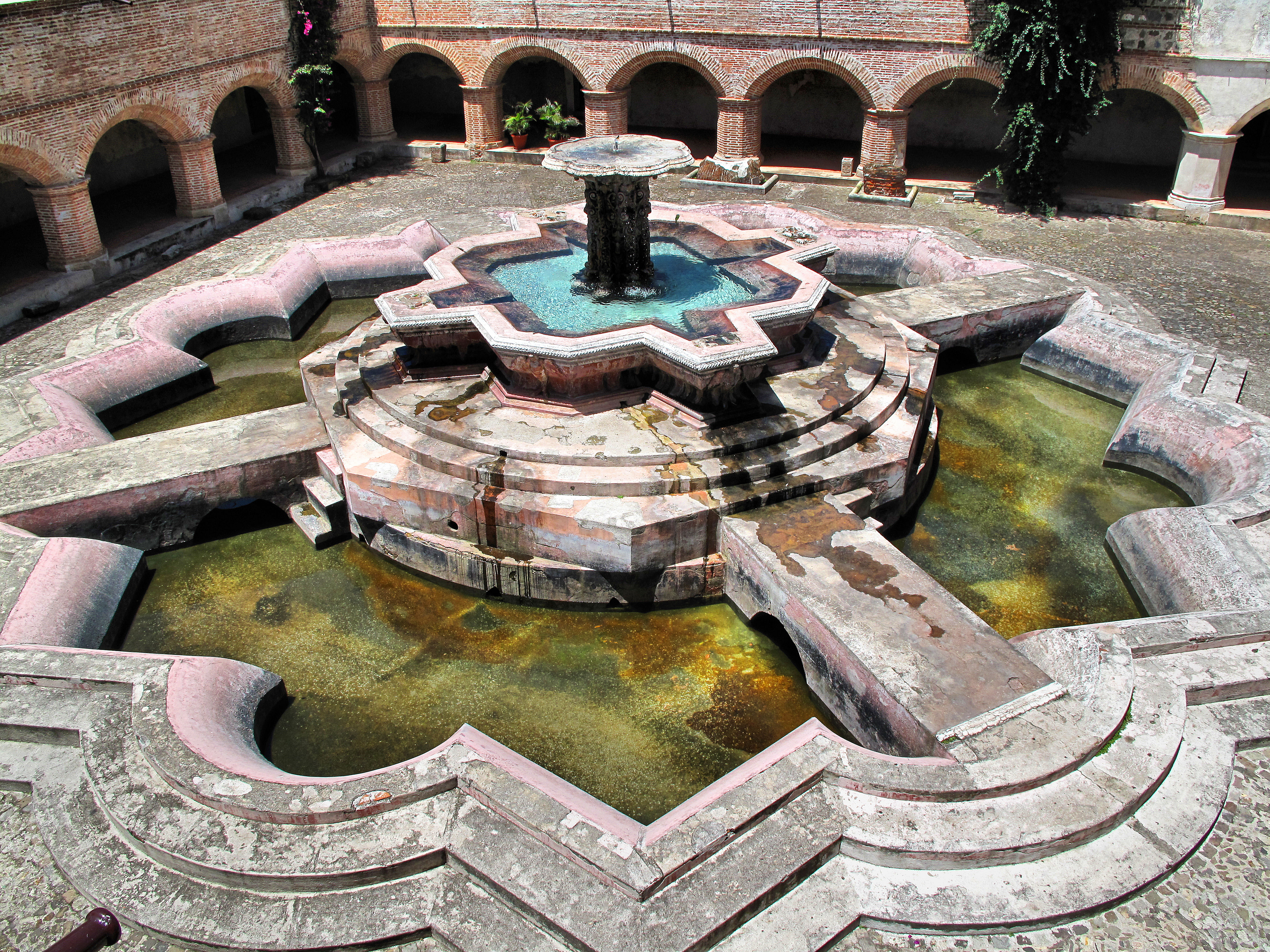
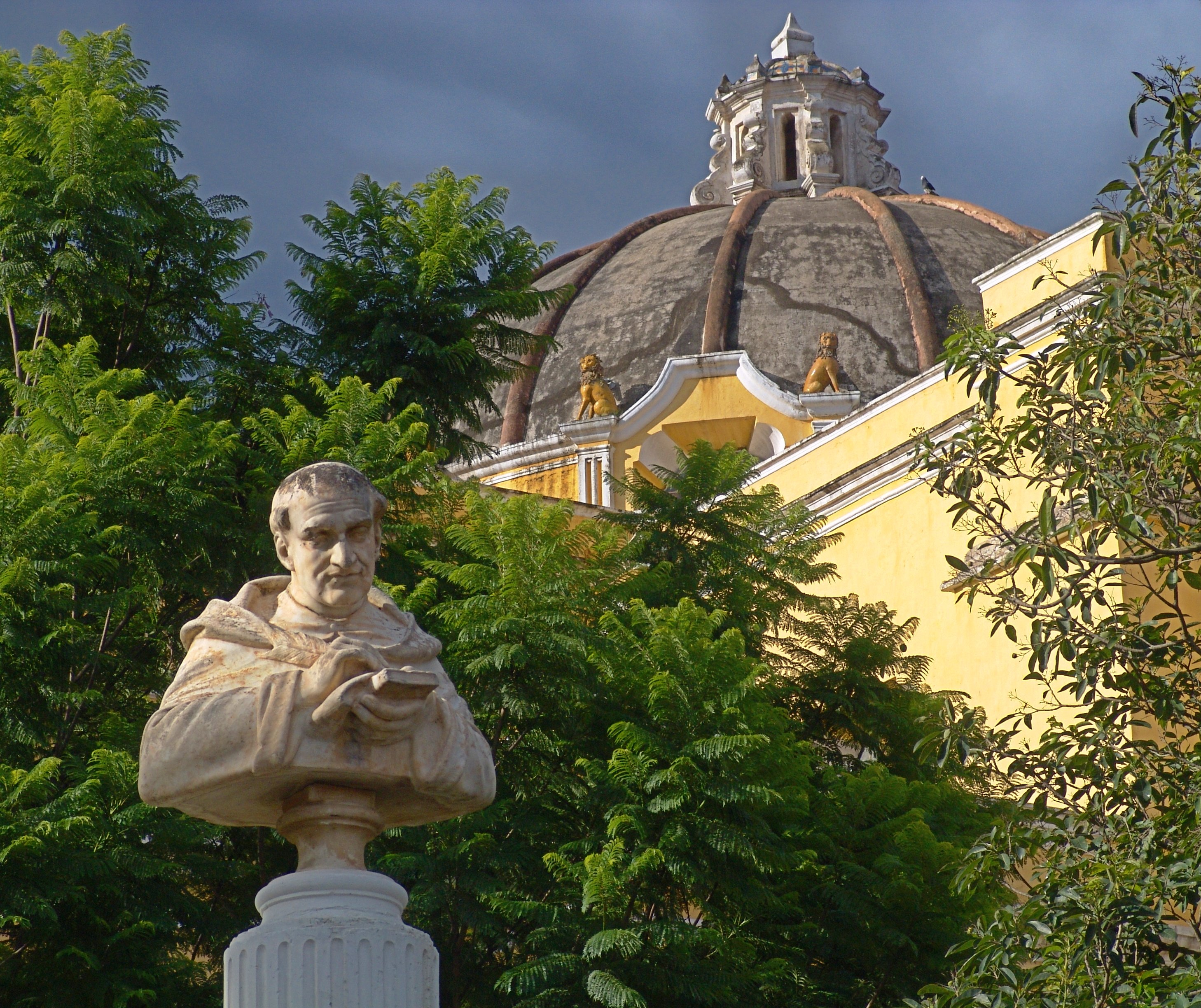
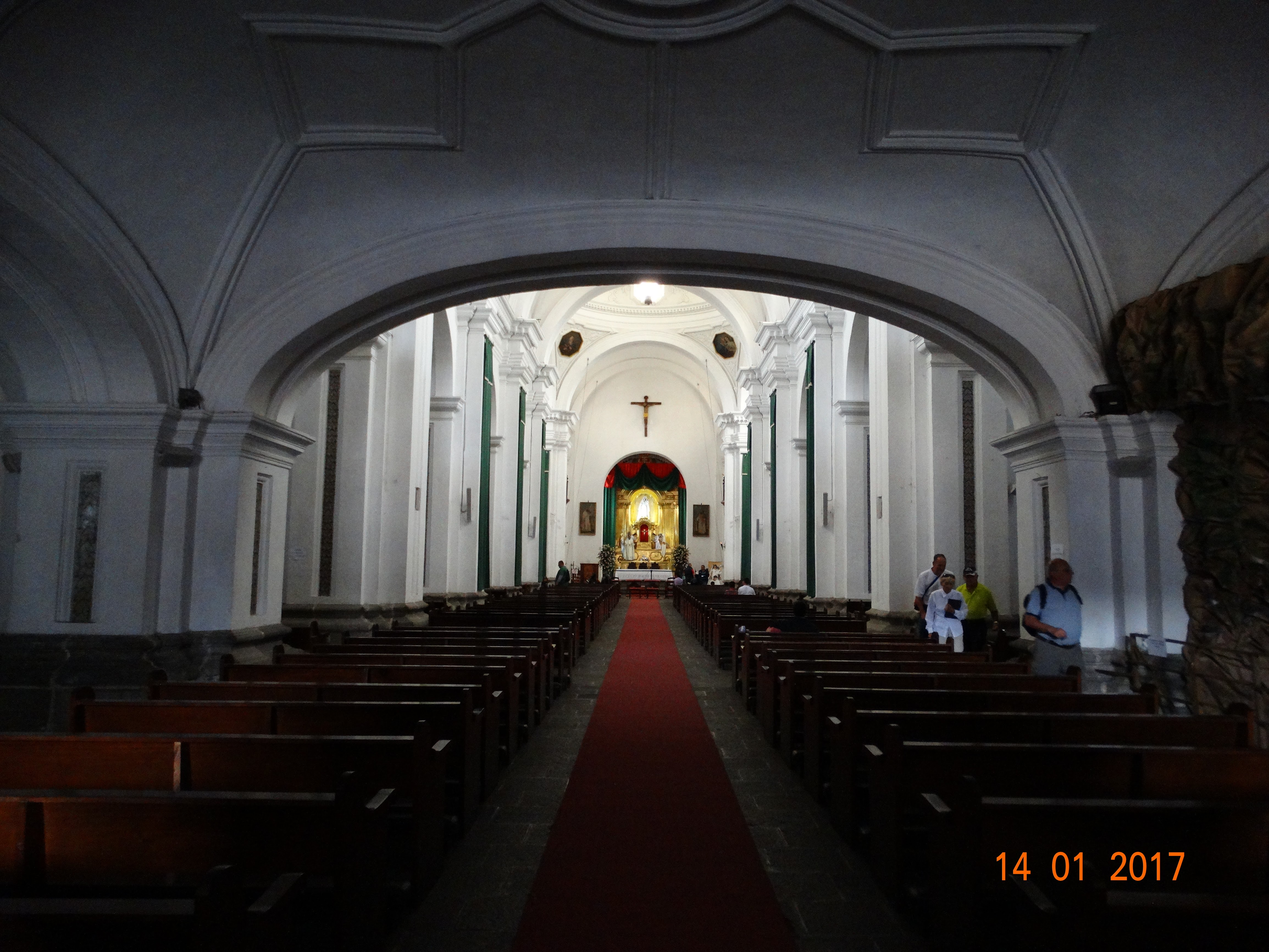